# 七州城
七州城（しちしゅうじょう）は、愛知県豊田市小坂本町付近にあった日本の城。「七州城」の呼称は通称であり、正式には「挙母城」（ころもじょう）という。1782年（天明2年）に築城され、挙母藩の藩庁が置かれた。遺構の一部（隅櫓跡）が「挙母城（七州城）隅櫓跡」として1972年（昭和47年）2月24日付け（桜城の隅櫓跡と同日付け）で豊田市指定史跡に指定されている。

## 概要
挙母には、鎌倉時代の1309年に中條景長によって金谷城が築かれたが、戦国時代に今川氏、後に織田氏に攻略され、江戸時代初期である1604年に三宅康貞が1万石で入封した。康貞は城の破損が著しいことから、金谷城から1キロメートルほど北に陣屋を構え、桜の木を植えたことから俗に桜城といった。寛延2年（1749年）、内藤氏が城の改修を計画し着手したが、矢作川の氾濫により何度も被害を受けたため、桜城から高さとして65メートルほどの丘である童子山に移し、「三河国」「尾張国」「美濃国」「信濃国」「伊賀国」「伊勢国」「近江国」の7つの国が見える高台にあることから、「七州城」といった。

## 遺構
明治以降は学校敷地となり、一部が豊田市立童子山小学校（移転）や愛知県立豊田東高等学校（移転）として利用され、現在は豊田市美術館及び豊田市博物館（郷土資料館と近代の産業とくらし発見館を統合して、2024年4月26日開館）の敷地と城跡公園として整備されている。
遺構としては、豊田市美術館敷地内に櫓台の石垣が残り、1977年（昭和52年）に隅櫓が復興されている。隅櫓に隣接する書院は「又日亭」（ゆうじつてい）といい、明治まで寺部城の城内にあった書院である。明治年間に千足町の竜寿院に移築され、その後解体される予定であったが、1977年（昭和52年）の隅櫓再建とともに、豊田市によって現在地に移築された。また、挙母祭りの山車蔵に、城の建物の解体部材を転用したものがある。
その他、豊田市内の個人宅に、蔵を移築したものと伝承のある建物が現存している。